# Étienne Peson
Étienne Peson, né probablement à Marseille entre 1480 et 1490, et mort en 1551, est un peintre primitif français.

## Biographie
Étienne Peson se marie avec Jacomette de Crosille (ou Jaquemette). Il a trois enfants connus : un fils Jean qui sera également peintre et deux filles, Delphine et Marguerite, qui se marient le même jour le 30 mars 1533 avec respectivement Pierre Natte et Pierre Dodon.
Son activité est surtout connue par les différents contrats passés avec ses clients. Il a une carrière florissante entre les années 1520 et 1530.

## Œuvres dans les collections publiques

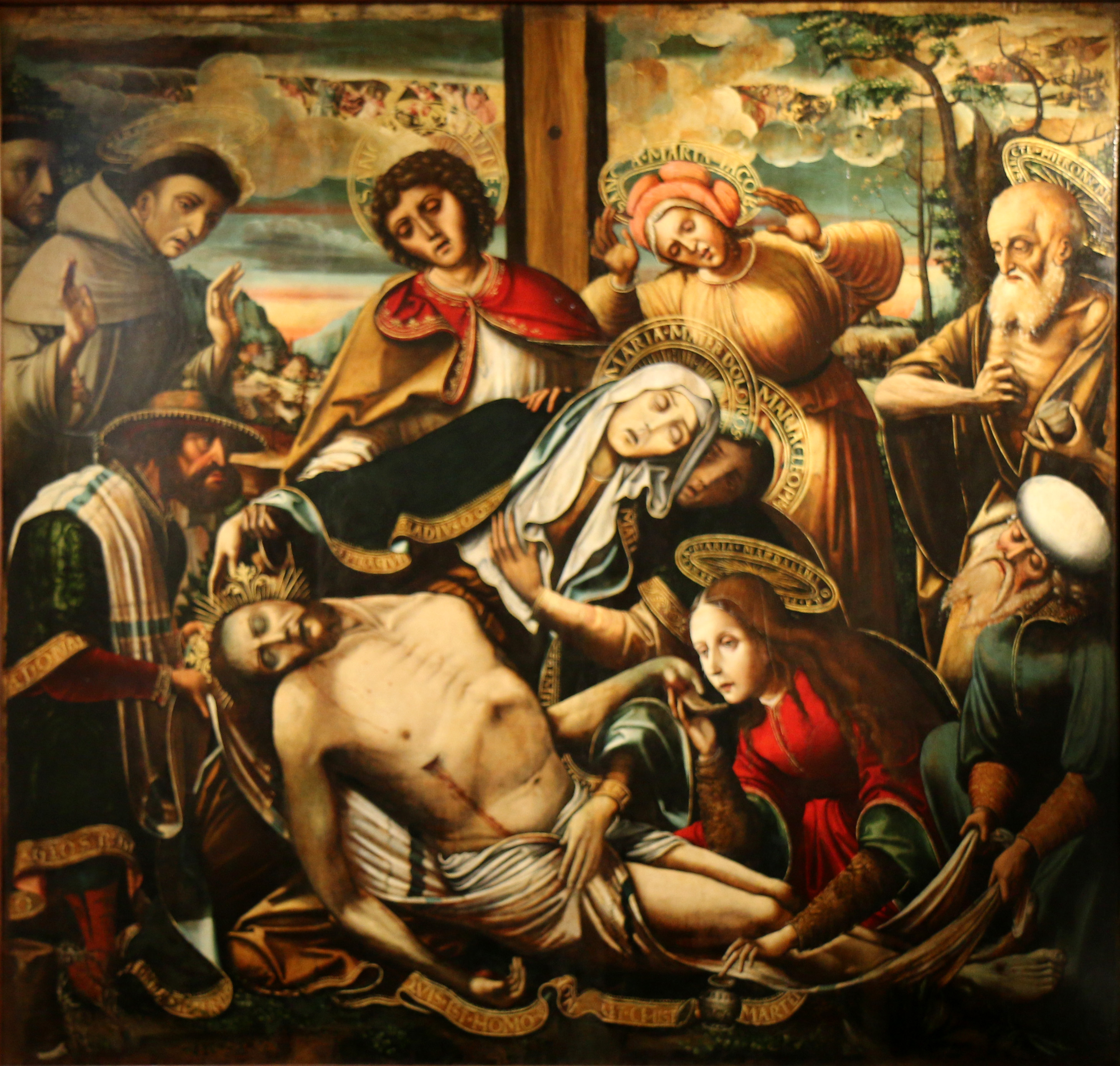
Pietà (1515), musée des beaux-arts de Marseille.

- Marseille, musée d'histoire de Marseille : Pieta, 1515, représentant la Vierge entre saint François et saint Jérôme. Cette œuvre correspondrait au contrat passé le 16 mars 1515 avec Antoine Dupin héritier du calfat Georges Dupin pour l'église de Saint-Jérôme, quartier de Marseille.
- Pignans, église paroissiale : Pietà avec saint François.
- Saint-Chamas, église paroissiale : retable commandé par Olivier Monet, prêtre de Saint-Chamas. Le sculpteur est anonyme. Cette œuvre correspondrait au contrat passé le 25 janvier 1519[2].